# 厄瓜多尔赤道纪念碑
厄瓜多尔赤道纪念碑（西班牙語：La Mitad del Mundo）是1936年厄瓜多尔共和国在首都基多建造的一座赤道纪念碑。该碑高约10米，碑体采用花岗岩砌成方柱形。碑体下方刻有“这里是地球的中心”以及历史上对测量赤道贡献卓越的地理学家的名字。碑顶是一个大型石刻地球仪。碑体东西两侧画有一道红白线，且一直延伸到碑座的石阶上，用以表示赤道。

## 历史
厄瓜多尔原为印加人居住地，印加人崇拜天体，在天文学方面有着久远的历史和惊人卓著的成就。他们的祖先在远古的年代就根据太阳照射物体的投影，分析和记录太阳的活动规律，并专门建立了一个圆形无顶的太阳观测站。经过长期观察，他们认定基多城北20多公里一带是太阳每年两次跨越北半球的“太阳之路”，并目设立了标记。
厄瓜多尔有两座赤道纪念碑，一座位于西经78°27′8″与赤道的交汇处，建成于1774年。1982年，厄瓜多尔政府又在距原碑四公里处建造一座新的赤道纪念碑，新碑是当今世界最准确的赤道标记，碑高30米，碑底为一个直径100米的圆盘，碑顶是一个地球仪（直径4.5米，重4.5吨）。新碑东西两侧刻有当地经纬度（西经78°27'8"，纬度为0°0'0"）。碑身分为十层，每层均设有展览大厅，介绍厄瓜多尔的文化、历史、政治、经济等。

## 误差
根据专业GPS设备的精确测量，原纪念碑实际上偏离赤道约240米左右，位于南纬0度0分7.83秒。